# Exterior Gateway Protocol
Exterior Gateway Protocol, EGP – jeden z protokołów bram zewnętrznych, przestarzały protokół routingu stworzony w roku 1982 przez firmę Beranek and Newman oraz Davida L. Mills, służący do łączenia systemów autonomicznych. Opisany jest w dokumentach RFC 827 ↓ oraz RFC 904 ↓ (1984).
Wymiana informacji odbywa się w trzech krokach:
- neighbour acquisition  – pozyskiwanie sąsiadów przez wymianę odpowiednich komunikatów.
- neighbour reachability – sprawdzanie dostępności sąsiadów. Polega na wysłaniu odpowiedniego komunikatu i oczekiwaniu na odpowiedź. Jeśli brak jest odpowiedzi po trzykrotnym wysłaniu komunikatu, dany sąsiad zostaje uznany za nieaktywnego i wszystkie informacje dotyczące osiąganych przez niego tras są usuwane z tablicy routingu.
- network reachability   – sprawdzenie osiągalności adresu wewnętrznej sieci autonomicznej. Okresowe przesyłanie danych o dostępnych adresach wewnątrz sieci autonomicznej.

Protokół BGP, który w wersji 4. jest podstawą działania współczesnego Internetu, także należy do grupy protokołów bram zewnętrznych.